# 14845 Hegel
A 14845 Hegel (ideiglenes jelöléssel 1988 VS6) egy kisbolygó a Naprendszerben. Freimut Börngen fedezte fel 1988. november 3-án.
Nevét Georg Wilhelm Friedrich Hegel (1770 – 1831) német filozófus után kapta.